# Gallit
Gallit ist ein sehr seltenes Mineral aus der Mineralklasse der Sulfide und Sulfosalze. Es kristallisiert im tetragonalen Kristallsystem mit der chemischen Zusammensetzung CuGaS2 und bildet massive Körner und Lamellen bis zu zwei Millimeter Größe von grauer Farbe und metallischem Glanz.

## Etymologie und Geschichte
Das Mineral wurde erstmals 1958 von Hugo Strunz, Bruno H. Geier und Erich Seeliger in der Tsumeb Mine in Namibia gefunden. Es war das erste bekannte Mineral des seltenen Elementes Gallium und wurde dementsprechend auch nach diesem benannt.

## Klassifikation
In der veralteten 8. Auflage der Mineralsystematik nach Strunz gehörte der Gallit zur Mineralklasse der „Sulfide und Sulfosalze“ und dort zur Abteilung „Sulfide mit M : S = 1 : 1“, wo er gemeinsam mit Chalkopyrit, Raguinit, Roquesit und Talnakhit in der „Chalkopyrit-Reihe“ mit der Systemnummer II/B.02 steht.
In der zuletzt 2018 überarbeiteten Lapis-Systematik nach Stefan Weiß, die formal auf der alten Systematik von Karl Hugo Strunz in der 8. Auflage basiert, erhielt das Mineral die System- und Mineralnummer II/C.03-030. Dies entspricht der Klasse der „Sulfide und Sulfosalze“ und dort der Abteilung „Sulfide mit dem Stoffmengenverhältnis Metall : S,Se,Te ≈ 1 : 1“, wo Gallit zusammen mit Chalkopyrit, Eskebornit, Laforêtit, Lenait und Roquesit die „Chalkopyritgruppe“ mit der Systemnummer II/C.03 bildet.
Die von der International Mineralogical Association (IMA) zuletzt 2009 aktualisierte 9. Auflage der Strunz’schen Mineralsystematik ordnet den Gallit in die Klasse der „Sulfide und Sulfosalze (Sulfide, Selenide, Telluride, Arsenide, Antimonide, Bismutide, Sulfarsenide, Sulfantimonide, Sulfbismutide)“ und dort in die Abteilung „Metallsulfide, M : S = 1 : 1 (und ähnliche)“ ein. Hier ist das Mineral in der Unterabteilung „mit Zink (Zn), Eisen (Fe), Kupfer (Cu), Silber (Ag) usw.“ zu finden, wo es zusammen mit Chalkopyrit, Eskebornit, Laforêtit, Lenait und Roquesit die „Chalkopyritgruppe“ mit der Systemnummer 2.CB.10a bildet.
In der vorwiegend im englischen Sprachraum gebräuchlichen Systematik der Minerale nach Dana hat Gallit die System- und Mineralnummer 02.09.01.03. Das entspricht der Klasse der „Sulfide und Sulfosalze“ und dort der Abteilung „Sulfidminerale“. Hier findet er sich innerhalb der Unterabteilung „Sulfide – einschließlich Selenide und Telluride – mit der Zusammensetzung AmBnXp, mit (m+n):p=1:1“ in der „Chalkopyritgruppe (Tetragonal: I42d)“, in der auch Chalkopyrit, Eskebornit, Roquesit, Lenait und Laforêtit eingeordnet sind.

## Kristallstruktur
Gallit kristallisiert im tetragonalen Kristallsystem in der Raumgruppe I42d (Raumgruppen-Nr. 122) mit den Gitterparametern a = 5,35 Å und c = 10,48 Å sowie vier Formeleinheiten pro Elementarzelle.

## Bildung und Fundorte
Gallit bildet sich in Metallerz-Lagerstätten mit einem relativ hohen Galliumanteil. Es ist vergesellschaftet mit Renierit, Germanit, Bornit, Chalkosin, Digenit, Pyrit, Sphalerit, Galenit und Tetraedrit.
Neben der Tsumeb-Mine sind noch Funde aus Kipushi in der Demokratischen Republik Kongo, Pasardschik in Bulgarien, Pinar del Río auf Kuba und Yauricocha in Peru bekannt.